# Kocaeli
Kocaeli è un comune metropolitano della Turchia, coincidente con la provincia omonima. 
Il comune ha come capoluogo İzmit.
Il comune metropolitano comprende i centri urbani di tutti i 12 distretti della provincia: Başiskele, Çayırova, Darıca, Derince, Dilovası, Gebze, Gölcük,  İzmit, Kandıra, Karamürsel, Kartepe e Körfez.